# Miss You Much
"Miss You Much" é uma música da cantora Janet Jackson lançada como primeiro single de seu quarto álbum de estúdio, Janet Jackson's Rhythm Nation 1814, em agosto de 1989.

## Charts
| Chart (1989)                         | Peak position |
| ------------------------------------ | ------------- |
| Australian Singles Chart             | 12            |
| Belgian Singles Chart (Flanders)     | 21            |
| Canadian Singles Chart               | 1             |
| Dutch Top 40                         | 15            |
| Finnish Singles Chart                | 20            |
| French Singles Chart                 | 66            |
| German Singles Chart                 | 16            |
| Irish Singles Chart                  | 22            |
| Italian Singles Chart                | 22            |
| New Zealand Singles Chart            | 2             |
| Swiss Singles Chart                  | 20            |
| UK Singles Chart                     | 22            |
| U.S. Billboard Hot 100               | 1             |
| U.S. Billboard Hot R&B/Hip-Hop Songs | 1             |
| U.S. Billboard Hot Dance Club Play   | 1             |